# 鳥取県道162号泊港線
鳥取県道162号泊港線（とっとりけんどう162ごう とまりこうせん）は、鳥取県東伯郡湯梨浜町を通る一般県道である。

## 概要
東伯郡湯梨浜町大字泊から東伯郡湯梨浜町大字園に至る。

### 路線データ
- 起点：鳥取県東伯郡湯梨浜町大字泊（泊港）
- 終点：鳥取県東伯郡湯梨浜町大字園（泊駅前交差点、国道9号交点）

## 地理

### 通過する自治体
- 鳥取県
  - 東伯郡湯梨浜町

### 交差する道路
| 交差する道路                        | 交差する場所 | 交差する場所        |
| ----------------------------------- | ------------ | ------------------- |
| 国道9号 鳥取県道22号倉吉青谷線 重複 | 大字園       | 泊駅前交差点 / 終点 |

### 沿線
- 日本海
- 泊港
- JR西日本山陰本線 泊駅